# Zoltán Jenő (újságíró)
Zoltán Jenő, 1915-ig Rosenberger (Nagyvárad, 1891. – 1939 után) ügyvéd, újságíró.

## Élete
1915-ben még jogszigorlóként változtatta Rosenberger családi nevét Zoltánra. Tanulmányai elvégzése után újságíró lett. 1920-ban átvette a Nagyváradi Friss Újságot, annak politikai cikkírója és 1924-ig felelős szerkesztője volt. Korábban a Nagyváradi Napló és Szabadság c. lapok munkatársaként tevékenykedett.
1914 júliusában a nagyváradi úgynevezett Jégpincében R. Rónai Károly, a Szabadság helyettes szerkesztője pisztoly- és kardpárbajt vívott Antal Sándorral, a Nagyváradi Napló felelős szerkesztőjével, továbbá Zoltán Jenővel és Ötvös Bélával, a Nagyváradi Napló munkatársával. R. Rónai először pisztolypárbajt vívott Antal Sándorral, ez sebesülés nélkül végződött, majd kardpárbajban megsebesítette Zoltán Jenőt a karján, végül pedig pisztolypárbaja volt Ötvös Bélával 25 lépés távolságról kétszeri golyóváltással és amikor ebben egyik fél sem sérült meg, kardpárbajt vívtak a felek lovassági karddal bandázs nélkül, mely során Ötvös oly veszedelmes vágást kapott az arcára, hogy a párbaj után kórházba kellett szállítani. A párbaj oka összeszólalkozás volt.